# سولومون شيندلر
سولومون شيندلر (بالإنجليزية: Solomon Schindler)‏ هو حاخام أمريكي، ولد في 1842، وتوفي في 1915.